# Svaz církví a náboženských společností
Svaz církví a náboženských společností je v České republice zvláštní forma právnické osoby, jakou mohou zakládat a být v ní členem pouze registrované církve a náboženské společnosti. Zavedl ji § 8 zákona č. 3/2002, o církvích a náboženských společnostech, postup návrhu na jeho registraci stanoví § 12. Tyto svazy mohou být zakládány „k výkonu práva náboženské svobody podle tohoto zákona“. Takovýto svaz nemůže navrhnout k evidenci církevní právnickou osobu.

## Náležitosti návrhu na registraci
Návrh na registraci podává přípravný výbor svazu. Musí obsahovat: 
- název, který se musí lišit od názvu právnické osoby, která již působí na území České republiky nebo která již o registraci požádala
- sídlo svazu na území České republiky
- písemnou zakladatelskou smlouvu uzavřenou zakládajícími církvemi a náboženskými společnostmi, a to ve formě notářského zápisu
- stanovy svazu, v nichž je určen předmět činnosti svazu, úprava majetkových poměrů, vznik a zánik členství, práva a povinnosti členů, statutární orgán a další orgány svazu, délku funkčního období členů jeho orgánů, způsob jejich ustavování a rozsah jejich oprávnění jednat jménem svazu, způsob zrušení svazu a naložení s jeho likvidačním zůstatkem
- osobní údaje členů přípavného výboru svazu a určení, kdo z nich je zmocněn jménem přípravného výboru jednat. Podpisy členů přípavného výboru musí být úředně ověřeny.

## Registrované svazy církví a náboženských společností
Podle stavu k lednu 2013 byly registrované dva svazy církví a náboženských společností: 
- Vojenská duchovní služba. Registrována 4. února 2005. Členové: Církev adventistů sedmého dne, Církev bratrská, Církev československá husitská, Církev římskokatolická, Českobratrská církev evangelická.
- Ekumenická rada církví v České republice. Registrována 19. července 2005. Plné členství: Apoštolská církev, Bratrská jednota baptistů, Církev bratrská, Církev československá husitská, Českobratrská církev evangelická, Evangelická církev augsburského vyznání v České republice, Evangelická církev metodistická, Jednota bratrská, Pravoslavná církev v českých zemích, Slezská církev evangelická augsburského vyznání, Starokatolická církev v ČR. Přidružené členství:  Církev římskokatolická. Pozorovatelské členství: Federace židovských obcí v České republice, Církev adventistů sedmého dne.

Registrované svazy církví a náboženských společenství ministerstvo kultury podle zákona eviduje v Rejstříku svazů církví a náboženských společností, při zápisu do rejstříku přidělí svazu identifikační číslo. Obsah rejstříku je určen v § 19 zákona o církvích a náboženských společnostech. Do rejstříku se kromě údajů výslovně požadovaných do návrhu a kromě IČO uvádí ještě předmět činnosti svazu a dále případné údaje o zrušení registrace, likvidaci, úpadku atd. Součástí Rejstříku svazů církví a náboženských společností je sbírka listin obsahující dokumenty předkládané v návrhu na registraci svazu církví a náboženských společností, v návrzích na registraci změn těchto dokumentů a rozhodnutí ministerstva. 
Postup registrace a zrušení registrace jsou obdobné jako v případě církve nebo náboženské společnosti. 